# Johannes Lohr
Johannes Lohr (* 17. Januar 1875 in Freckenfeld; † 1941 in Baden-Baden) war ein protestantischer Pfarrer in Gangloff im Dekanat Lauterecken. Er war der einzige pfälzische Pfarrer, der nach der Machtergreifung der Nationalsozialisten aus politischen Gründen entlassen wurde.

## Leben
Lohr wuchs als Sohn des Kaufmanns Balthasar Lohr im pfälzischen Freckenfeld auf. Er studierte von 1894 bis 1898 Theologie in Straßburg und wirkte ab 1904 als Pfarrer in Dunzenheim im Elsass. Nach dem Ersten Weltkrieg wurde er von der französischen Besatzungsmacht 1920 ausgewiesen und kehrte in die Pfalz zurück. Anschließend wurde er Pfarrer in Laumersheim und Dirmstein. Er beleidigte jedoch 1929 im Streit um einen Pfarrhausneubau die Presbyter der Gemeinde und verhöhnte anschließend den Landeskirchenrat, der ihn daraufhin nach Gangloff strafversetzte. Das Dienststrafgesetz der protestantischen Kirche von 1920 wurde hier erstmals angewendet.
Im Gegensatz zum vorigen Pfarrer sowie dem Pfarrer der Nachbargemeinde Odenbach hatte Lohr eine tiefe Abneigung gegen die NSDAP und warnte in seinen Predigten vor der Partei. So opponierte er sich einmal über das Hetzblatt Der Stürmer, das er als „menschenverachtend“ bezeichnete. Neben der Agitation gegen die Partei zeigte Lohr die NSDAP und deren Anhänger auch beim Bezirksamt in Kusel an oder brachte Beschwerden zur Niederschrift. Zudem boykottierte er Geschäfte von NSDAP-Sympathisanten. Am Volkstrauertag 1932 predigte er gegen Adolf Hitler und hob dessen Kontrahenten Paul von Hindenburg als Vorbild hervor.
Sein Verhalten stieß jedoch im Ort auf wenig Gegenliebe. Bei der Reichstagswahl vom 5. März 1933 konnte die NSDAP ihren Stimmenanteil im Vergleich zur vorherigen Wahl Ende 1932 fast verdoppeln und erreichte 80 % der Stimmen. NSDAP-nahe Protestanten boykottierten seinen Gottesdienst und gingen in die Nachbargemeinde Odenbach zu Pfarrer Wolfrum, der NSDAP-Mitglied war.
Nach der „Machtergreifung“ fiel der Pfarrer endgültig in Ungnade. Er predigte weiter gegen die NSDAP und sagte „die nationale Revolution sei auf dem Weg zum Raubstaat“. Anhänger der NSDAP bedrohten ihn daraufhin und bewarfen sein Haus mit Steinen. Am 24. März 1933 wurde er schließlich vom Landeskirchenrat auf Drängen des Kuseler Sonderkommissars der SA beurlaubt. Am gleichen Tag sprach die NSDAP-Kreisleitung beim Dekanat vor und drängte auf eine schnelle Lösung. Die Oberkirchenräte Stichter und Mayer verhörten den Pfarrer daraufhin und kamen zu dem Schluss, dass eine Versetzung in den Ruhestand die beste Wahl wäre. Offiziell wurde Lohr wegen seines Diabetes und einer Herz- und Lungenerweiterung aus gesundheitlichen Gründen verabschiedet.
Lohr zog nach Baden-Baden, wo er 1941 verstarb.